# Као де кастро-лаборейро
Као де кастро-лаборейро (кастру-лаборейру, португальская пастушья собака, португальская сторожевая, порт. Cão de Castro Laboreiro) — порода собак, происходящая из горных районов северной Португалии. Первоначально использовалась для охраны стад на горных выпасах. В современных условиях као де кастро-лаборейро — сторожевая, служебная собака и компаньон.

## История породы
Сведения о происхождении као де кастро-лаборейро очень скудны и зачастую недостоверны. Считается, что все горные собаки южной Европы происходят от молоссов Малой Азии, откуда они были завезены римлянами и в ходе военных походов распространились по Европе до Пиренейского полуострова, где смешались с местными собаками. Современные исследования митохондриальной ДНК подтверждают азиатское происхождение као де кастро-лаборейро, эштрельской овчарки и португальской овчарки, как и наличие у них общего предка (в отличие от рафейру ду алентежу, происходящей от северо-европейских собак). Но впоследствии эти породы развивались независимо друг от друга в относительной изоляции.
Название породы, буквально означающее «собака из Каштру-Лаборейру», происходит от названия местности в горах Северной Португалии. Климат в этой высокогорной местности, расположенной на высоте до 1400 метров над уровнем моря, суровый, почва бедная, и местные жители вынуждены часто перегонять стада с одного пастбища на другое, чтобы обеспечить скоту пропитание. Здешние кочевники живут в горах с ранней весны до поздней осени, а в зимние месяцы спасаются от снега и холодных ветров в низинах. Такие сезонные миграции на территории протяжённостью в несколько десятков километров продолжались с VIII века.
Каштру-Лаборейру почти отрезан от внешнего мира: первая автомобильная дорога в эти края была построена лишь в 1940-е годы, а прежде путешественники должны были пользоваться старой дорогой, проложенной ещё в эпоху Римской империи. В этой труднодоступной местности в условиях изоляции сформировалась аборигенная порода собак, отличающихся силой и отменным здоровьем, но при этом не слишком крупных. Образ жизни пастухов-кастрехо не совместим с участием человека в осмысленной целенаправленной селекции собак, поэтому португальскую пастушью собаку считают одной из самых примитивных европейских пород.
Было принято оставлять лишь двух-трёх щенков из помёта, остальные уничтожались. Это были настоящие аборигенные собаки — сильные, смелые и всегда готовые на уровне инстинктов защищать свою собственность. Као де кастро-лаборейро изначально использовались для охраны скота от хищников и воров. Основную работу собаки выполняли самостоятельно, без участия пастуха. Роль вожака группы, состоящей из сук и молодых собак, всегда доставалась кобелю-производителю. Скота было много, и у собак всегда было достаточно работы, чтобы не подвергаться риску исчезновения.
В эпоху индустриализации, за счёт оттока молодёжи в города, уменьшилась численность населения горных районов, уменьшилось и поголовье скота на горном выпасе. Потребность в специализированных сторожевых собаках стала снижаться, и численность их начала сокращаться. Однако для этих отличных охранников нашлась работа в других регионах страны, где они сторожат фермы, городские и сельские дома. Као де кастро-лаборейро используются и в португальской армии в качестве служебных собак.
Португальцы считают этих сторожевых собак частью своего культурного достояния. Первый стандарт породы принят Португальским кеннел-клубом в 1935 году. Национальный породный клуб создан в 1989 году. В племенной книге по состоянию на 1999 год числилось 100 особей као де кастро-лаборейро, но полагают, что 95 % собак, несущих пастушью службу в горах, в племенную книгу не записаны. Сейчас као де кастро-лаборейро в Португалии довольно многочисленны, но за пределами родины почти не встречаются.
Международная кинологическая федерация официально признала породу в 1955 году. В Великобритании и США эта порода официально не признана.

## Внешний вид
Као де кастро-лаборейро — некрупные мастифообразные собаки прямоугольного формата. Достаточно лёгкие и подвижные, но мощные, с крепким костяком. Вид у португальских сторожевых независимый, серьёзный и естественный.
Мощная голова выглядит скорее лёгкой, чем грубой. Морда короче черепа, переход ото лба к морде плавный. Глаза овальные, цвет глаз от орехового до тёмно-коричневого. Уши высоко посажены, треугольные, висячие, довольно плотно прилегают к голове. Шея короткая, без подвеса, держится гордо. Корпус компактный, грудь широкая и глубокая, живот хорошо подтянут, поясница широкая, прочная. Круп слегка приподнят. Хвост довольно длинный, в движении приподнимается чуть выше уровня спины, но не загибается кверху. Ноги мускулистые, лапы округлые. Допускаются один или два прибылых пальца. Собака движется легко и ритмично, неторопливо, но может при необходимости переходить на быструю рысь.

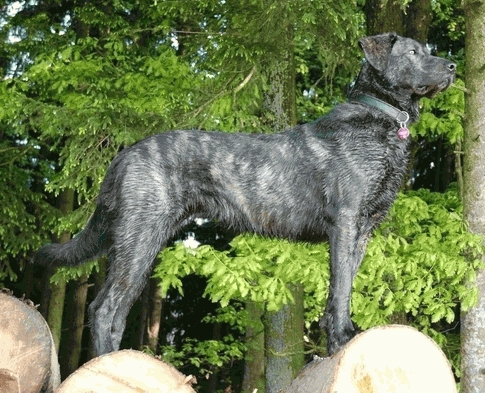
Као де кастро-лаборейро в профиль

Шерсть густая, плотная, прилегающая, довольно грубая, хорошо защищает от непогоды. На «штанах» и хвосте шерсть существенно длиннее. Подшёрстка нет. Часто встречается «волчий окрас» (имеется в виду иберийский волк), образованный смесью серых, чёрных, коричневых и рыжих волос, распределённых равномерно или образующих осветлённые и затемнённые зоны. Традиционным для рабочих собак и наиболее предпочтительным считается так называемый «горный окрас»: серые или чёрные тигровины на фоне серой, а чаще разной интенсивности рыжей окраски. На голове и передней части корпуса цвет тигровин может быть темнее, чем на задней части и хвосте. В горной местности, где большую часть года преобладают осенние желто-коричневые и серые цвета, такой окрас является отличным камуфляжем, столь необходимым для сторожевой собаки. В естественных условиях тёмные отметины занимали меньшую часть поверхности собаки, так что они выглядели в целом довольно светлыми. В последние годы отмечена тенденция к распространению доли тёмных тигровых зон, так что иногда собака выглядит почти чёрной. Такой тёмный окрас — следствие разведения вне естественных условий и не может считаться настоящим «горным окрасом».

## Темперамент и использование
Као де кастро-лаборейро обладают лучшими качествами сторожевых собак: они бдительны, умны, но не так упрямы, как другие «коллеги по профессии». Смелые и решительные, способные противостоять нападению волка на стадо. Португальские пастушьи собаки обладают очень характерным лаем, очень громким, начинающимся богатой гаммой нижних тонов и заканчивающимся протяжными очень высокими нотами, переходящими в вой.
Их грозный вид и устрашающий лай отпугивают чужаков и злоумышленников, но с членами семьи они спокойны и преданны им. Собаки, живущие в доме, хорошо социализируются и могут быть отличными компаньонами.